# ハルトトゥルム (シュタディオン)
ハルトトゥルム (Hardturm)は、スイス, チューリッヒにあったスタジアム。グラスホッパー・クラブ・チューリッヒのホームスタジアム、1954年のワールドカップではホストスタジアムとなっていたが、2007年9月1日に閉鎖となり2008年12月に取り壊された。オープン当初の収容人数は27,500だったが、その後の改修などで38,000まで増えたが最近では17,666となっていた。

## 概要
2010年6月現在、グラスホッパーはレッツィグルンド・シュタディオンを使用している。レッツィグルンド建設中には、地元のライバルであるFCチューリッヒもホームスタジアムとして使用していた。

## 新スタジアム
現在、同地は2010年にオープンした収容人数25,000のレッツィグルンド・シュタディオンが建っている。